# La Madone de la carrière
La Madone de la carrière ou Madone des carrières comme en italien Madonna con il Bambino detta Madonna delle cave ou parfois Madonna della cava (plus improprement appelée Madone à la grotte) est un tableau daté 1489 du peintre de la Renaissance Andrea Mantegna, conservé aujourd'hui à la Galerie des Offices de Florence.

## Histoire
Le tableau est réalisé pendant le séjour de Mantegna à Rome pour les fresques des appartements du pape Innocent III de sa villa Belvédère du Vatican.
D'après Vasari, ce tableau en tempera sur bois de 32 × 29,6 cm (qu'il décrivit en 1568 comme une « Vierge à l'Enfant devant une montagne... ») appartenait à la collection de  François Ier de Médicis.

## Thème
Il s'agit d'une Madone, soit une Vierge à l'Enfant (Madonna col Bambino en italien) occupant seuls la scène comme personnages centraux des Évangiles.

## Composition
La Vierge portant l'Enfant, dormant sur ses genoux, est placée en un premier plan rapproché, au centre du tableau, assise sur un escarpement rocheux dont les sommets plus éloignés s'étalent en gloire autour de sa tête en exagération de son auréole.
La Vierge est habillée d'une robe rouge (symbole de l'amour divin) et porte par-dessus un manteau bleu rehaussé de bordures d'or.
Les deux personnages portent autour de leur tête des auréoles circulaires dans la plus pure tradition des peintures gothique ou byzantine.
Elle est entourée à gauche et à droite, en contrebas, par des groupes d'hommes au travail :
Le paysage à droite montre une carrière avec des ouvriers carriers taillant des blocs de pierre (ce n'est donc pas une grotte — excavation naturelle — mais un dégagement opéré par la main de l'homme — cava en italien dont le titre du tableau est Madonna delle cave), créant colonnes et sarcophage.
Le paysage à gauche montre des hommes aux travaux des champs : fenaison et conduite des troupeaux.
Une ville se profile sur une colline à gauche dans le lointain, un chemin y mène emprunté par des humains également, après le passage d'un premier élément de fortifications.

## Analyse
Mantegna utilise son talent de représentation des roches tourmentées (aiguilles basaltiques) dans une montagne fortement découpée et sa seule contribution à la référence à l'architecture se limite aux carriers taillant des colonnes et des chapiteaux en arrière-plan.
Pour certains historiens de l'art ce tableau serait d'inspiration flamande, par petite taille (tavoletta), et la précision des détails exigeant un pinceau fin (Vasari).
La montagne serait une symbolisation du Golgotha (une roche découpée inspirée du monte Bolca, un sommet entre Vérone et Vicence), par ces roches basaltiques montrant « un Christ volcanique comme source de vie » (Hauser) et « Le Christ volcanique-saturnien comme modèle du peintre » (Georges Bloch).

## Sources
- Giorgio Vasari qui le décrit en 1568
- Salmazo